# Бернардіно Лічініо
Бернарді́но Лічі́ніо (італ. Bernardino Licinio; 1489, Венето — 1565, Венеція) — венеційський художник першої половини XVI століття.

## Історія вивчення
Життєпис художника подав у двох перших виданнях ще Джорджо Вазарі, але з його подачі Бернардино Лічініо три століття плутали з митцем Порденоне (або Джованні Антоніо де Саккіс 1484—1539). Бернардино Ліцініо працював у майстерні Порденоне. Розмежуванню митців і їх творчого надбання діяльно сприяв Густав Людвиг у власній праці, оприлюдненій 1903 року.

## Життєпис
Належав до родини провінційних художників Ліцініо. В молоді роки перебрався до Венеції. Декотрий час працював у майстерні художника Порденоне. Перший відомий нині твір датований 1522 роком, коли митцю було приблизно 37 років. Створював біблійні композиції і портрети, переважно погрудні або родинні. Більшість збережених творів належить 1630-м рокам, що було покажчиком популярності художника. Його творча манера поєднувала слабкі впливи творів Джорджоне, Тиціана та Пальма Веккіо. Художник важко долав застиглість своїх персонажів, компенсуючи це викристанням надто яскравих кольорів, серед них — червоні різних відтінків, котрі так полюбляли венеційці. На популярність художника спрацювали рання смерть високо обдарованого Джорджоне, високі ціни за портрети у Тиціана (котрий став придворним художником імператора Карла V), виїзд із Венеції майстерних портретистів Лоренцо Лотто та Себастьяно дель Пьомбо.
Останній із датованих творів митця позначений 1546 роком. Остання згадка про Бернардино Ліцініо у документах позначена 1549 роком.

## Династія художників Ліцініо
- Арріго Ліцініо (1512—1551), брат Бернардино та батько Джуліо Ліцініо.
- Джуліо Ліцініо (1527—1584), племінник Бернардино.
- Фабіо Ліцініо (1521—1605), брат Бернардино та батько сина Джан Антоніо, двоюрідного брата Джуліо Ліцініо.
- Джан Антоніо Ліцініо (1515—1576)

## Вибрані твори

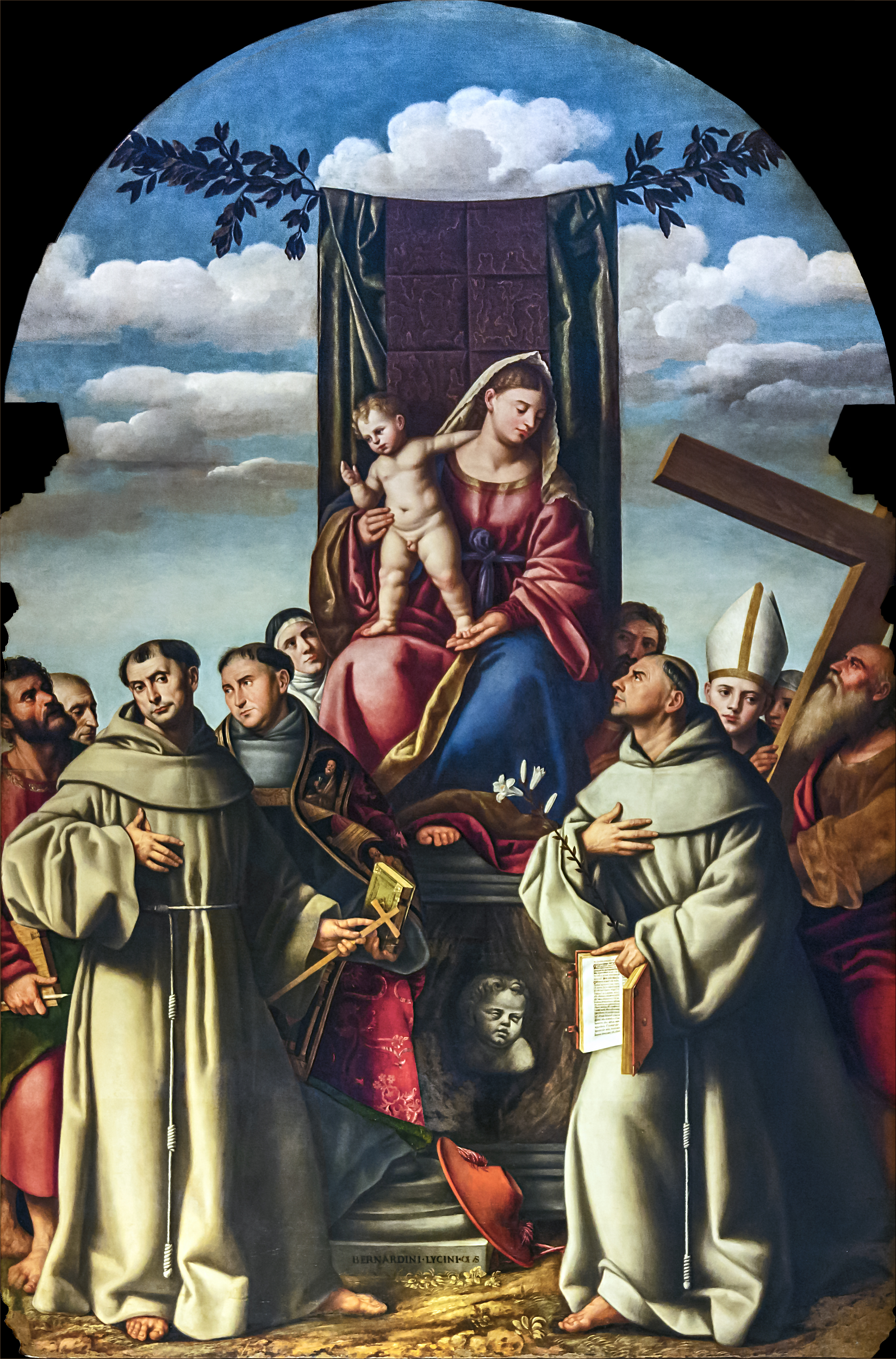
«Мадонна на троні зі святими», бл. 1535 р., церква Санта Марія Глоріоза деі Фрарі, Венеція

- «Родинний портрет», Ермітаж, Санкт-Петербург
- «Венеційка з книгою», Музей образотворчих мистецтв (Будапешт)
- «Венеційка білявка в червоній сукні», Ка д'Оро, галерея Франкетті, Венеція
- «Невідома родина заможних венеційців», королівська колекція, палац Хемптон Корт, Велика Британія
- «Портрет невідомого музиканта», бл. 1515 р., Мемфіс, США
- «Алегорія кохання», бл. 1520 р., приватна зірка
- «Портрет невідомого молодика з рукавичками», бл. 1520 р., Художній музей (Сан-Дієго), США
- «Невідомий з богослужебною книгою у віці 55 років», 1524 р., Художня галерея (Йорк), Велика Британія
- «Портрет невідомого юнака», бл. 1525 р., Картинна галерея Гарвардського університету, США
- «Портрет невідомого юнака з черепом», бл. 1524 р., музей Ашмола, Оксфорд, Велика Британія
- «Невідома венеційка в рожевій сукні», до 1530 р., Національний музей Прадо, Мадрид
- «Портрет неводомого молодика з листом у руці», бл. 1530 р.
- «Невідома венеційка з портретом чоловіка», перша половина XVI ст., Бергамо, приватна збірка
- «Портрет шляхетної венеційки з рукавичками», 1533 р., Дрезденська картинна галерея
- «Невідома шляхетна венеційка з перлами» перша половина XVI ст., Інститут Курто, Лондон
- «Мадонна на троні зі святими», бл. 1535 р., церква Санта Марія Глоріоза деі Фрарі, Венеція

## Галерея

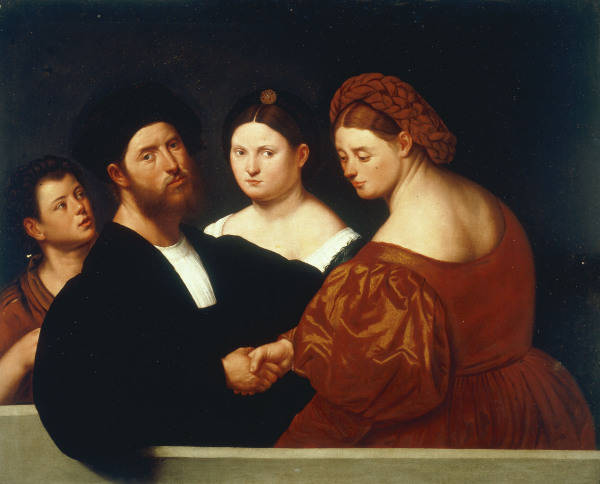
Портрет невідомої венеційської родини, перша половина 16 ст.
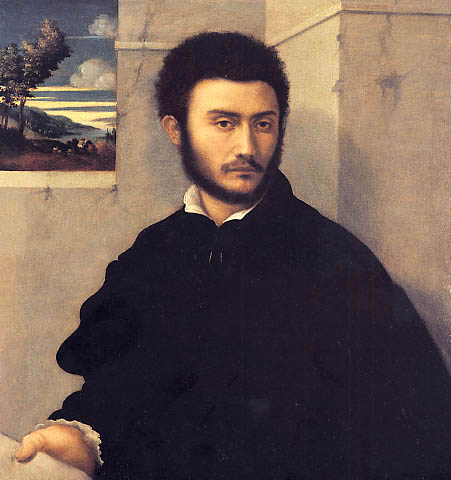
«Портрет неводомого молодика з листом у руці», бл. 1530 р.

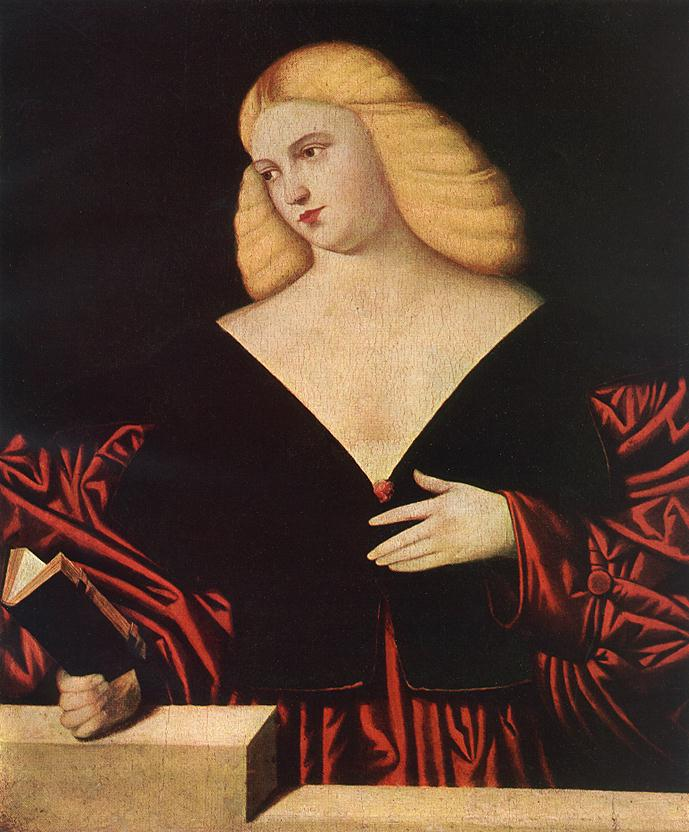
«Венеційка з книгою», Музей образотворчих мистецтв (Будапешт)
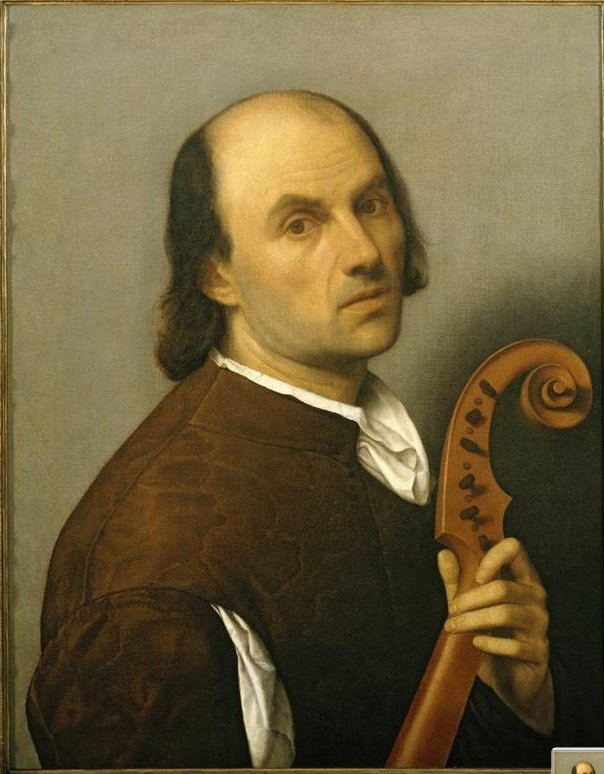
«Портрет невідомого музиканта», бл. 1515 р., Мемфіс, США
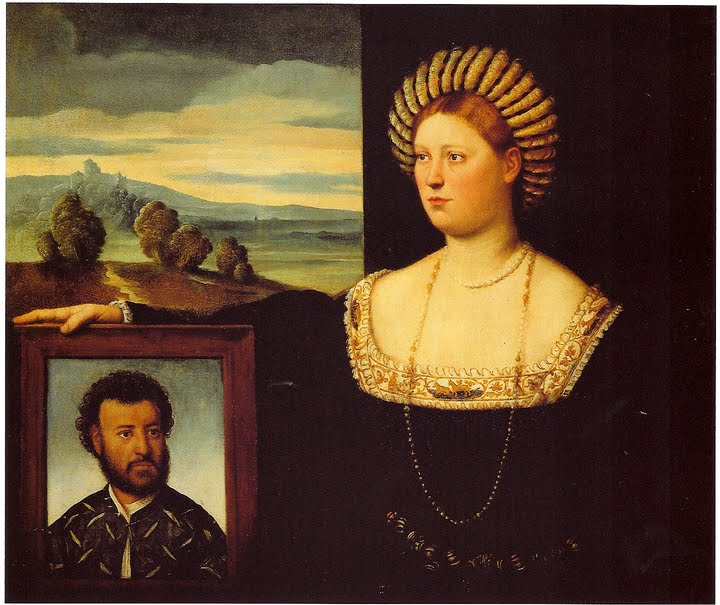
«Невідома венеційка з портретом чоловіка», перша половина XVI ст., Бергамо, приватна збірка
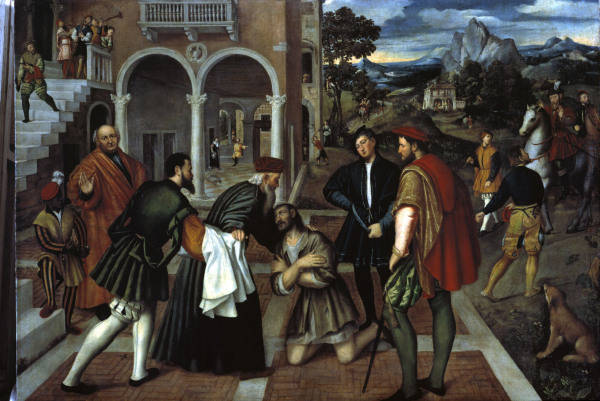
«Повернення блудного сина (Ліцініо)»
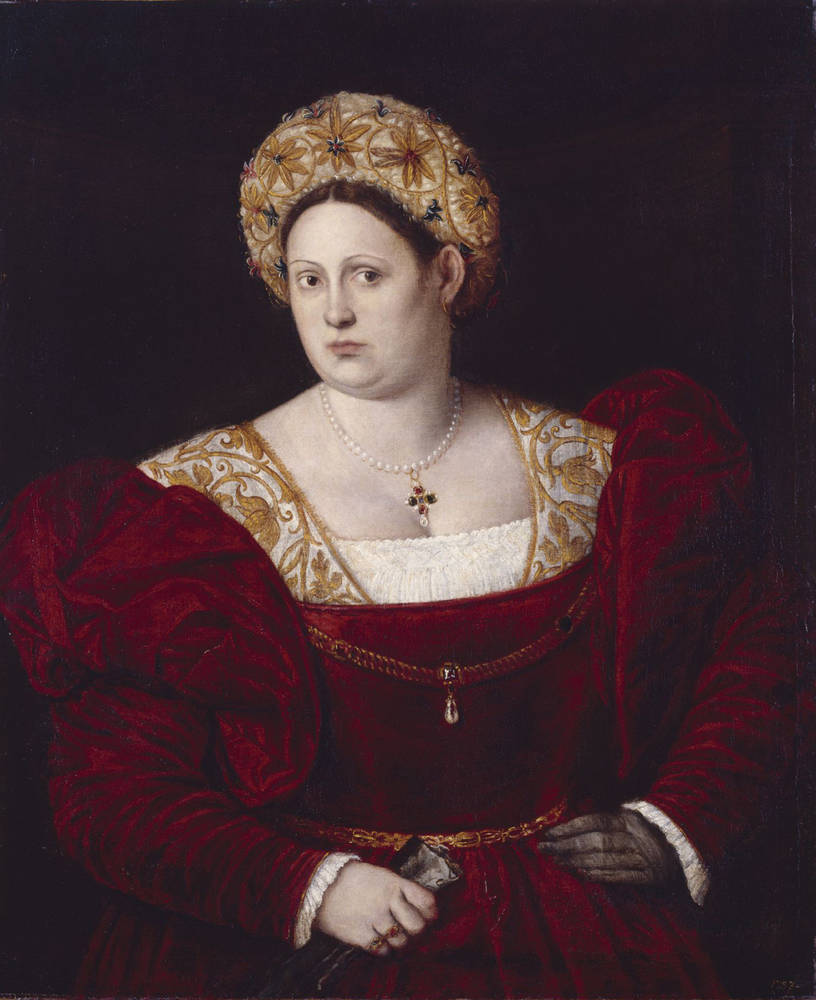
«Портрет шляхетної венеційки з рукавичками», 1533 р., Дрезденська картинна галерея